# Gaète
Pour les articles homonymes, voir Gaeta (homonymie).
Gaète (en italien : Gaeta), également orthographiée en français Gaëte, est une ville italienne de la province de Latina dans la région Latium située sur la côte tyrrhénienne à 133 km de Rome et à 96,5 km de Naples. En 2025, elle a reçu les pavillons bleu et vert de la FEE pour la douzième année consécutive. Gaète est aujourd'hui un port de pêche et une station balnéaire réputée. L'OTAN possède une base navale.

## Géographie

### Hameaux
Calegna, Catena, Fontania, Gaète vieille, centre de Gaète, Serapo, Via Indipendenza

### Plages
Serapo, Fontania, 40 Remi, Arenauta ou 300 gradini, Ariana, Sant'Agostino, San Vito

### Communes limitrophes
- Formia, Itri

## Histoire
Selon Virgile, Caieta était le nom de la nourrice d’Énée qui aurait été enterrée à cet endroit. 
À l’époque romaine, Caieta était un centre de villégiature pour de nombreux personnages importants et riches de Rome, ainsi que de Formia et de Sperlonga.
Au début du Moyen Âge, après l'invasion des Lombards, Gaète resta sous la souveraineté de l’Empire byzantin. Dans les années suivantes, à l'instar d'Amalfi, Sorrente et Naples, il semblerait que Gaète se soit constituée en port pratiquement indépendant et qu'elle ait continué un commerce prospère avec le Levant. Son histoire, cependant, est plutôt obscure jusque vers 830, date à laquelle la ville devient une seigneurie dominée par des hypati, ou consuls. Le premier d'entre eux fut Constantin (839-866) puis Marin et Docibile Ier (867-906). Le plus grand fut Jean Ier (906-933) qui participe à la défaite des Sarrasins au Garigliano en 915, gagnant l'honneur de patricius de l'empereur Constantin VII de Byzance.  
Au XIe siècle, le duché tombe entre les mains des comtes normands d'Aversa, devenus princes de Capoue et Gaète est définitivement annexée à leur royaume par Roger II de Sicile en 1135. La cité continue toutefois de battre sa propre monnaie jusqu'en 1229. 
Au cours du XVe siècle, la ville fut intégrée aux États de l’Église.  
La ville a joué un rôle remarquable dans l'histoire militaire de la péninsule : ses fortifications remontent à la période romaine et un mausolée du Ier siècle av. J.-C. du romain Lucius Munatius Plancus, est situé sur la Montagna Spaccata voisine. Ses fortifications furent prolongées et renforcées au XVe siècle et pendant toute l'histoire du royaume de Naples (devenu royaume des Deux-Siciles). Le 30 septembre 1707, elles furent détruites après un siège de trois mois par les Autrichiens du comte de Daun. 
Le 6 août 1734, la ville fut prise après un nouveau siège de quatre mois par les troupes françaises, espagnoles et sardes sous le commandement du futur roi Charles VII de Naples.
En 1806, les troupes du maréchal Masséna firent le siège de Gaëte durant six mois lors de la conquête du royaume de Naples.
En 1849, le pape, chassé de Rome par les événements de 1848, se réfugie à Gaète.
En 1860, le roi François II des Deux-Siciles, chassé par les Chemises rouges de Garibaldi, s'y réfugie avec sa famille et sa cour. Pendant plusieurs mois, la reine Marie-Sophie, âgée de 19 ans, est l'âme de la résistance.
Gaete abrite aujourd'hui une base de l'OTAN.

### Anecdotes
Le terme de Pizza serait apparu à Gaète en 997.
Le prénom Gaëtan ou Gaétan est un prénom français récent issu de l'italien Gaetano signifiant « originaire de Gaète ».
La tiella, une tourte farcie de poulpes, est une spécialité culinaire originaire de la ville. Popularisée dans le sud de la France par des migrants italiens, elle est devenue depuis aussi une spécialité de la ville de Sète.

## Économie
- L'olive de Gaète est une olive de table connue pour ses qualités gustatives.
- La tiella est une tarte

## Personnalités
- Gélase II (1060-1119), pape ;
- Jean Cabot (1450 - 1498), navigateur explorateur et découvreur du Canada ;
- Thomas de Vio (1469-1534), dominicain et cardinal ;
- Giovanni Tarcagnota (1490-1566), historien ;
- Erasmo Bartoli (1606-1656), compositeur, organiste et pédagogue italien ;
- Henri de Tonti (1649-1704), soldat, explorateur, et commerçant de fourrure au service de la France ;
- Erasmo Gattola (1662-1734), historien ;
- Sebastiano Conca (1680-1764), peintre ;
- Marie-Sophie en Bavière (1841-1925), reine des Deux-Siciles ;
- Benito Nardone (1906-1964), citoyen d'honneur de Gaète, président du Conseil national du gouvernement uruguayen. Son père venait de Gaète ;
- Emilio de la Forest de Divonne (1899-1961), comte italien, président de la Juventus de 1936 à 1941.
- Giovanni Bausan (1757-1825), homme politique et officier de marine.

## Administration
| Période                                  | Période      | Identité         | Étiquette    | Qualité |
| ---------------------------------------- | ------------ | ---------------- | ------------ | ------- |
| 7 mai 2012                               | 13 juin 2022 | Cosmo Mitrano    | Forza Italia |         |
| 13 juin 2022                             | En cours     | Cristian Leccese | centre-droit |         |
| Les données manquantes sont à compléter. |              |                  |              |         |

## Galerie

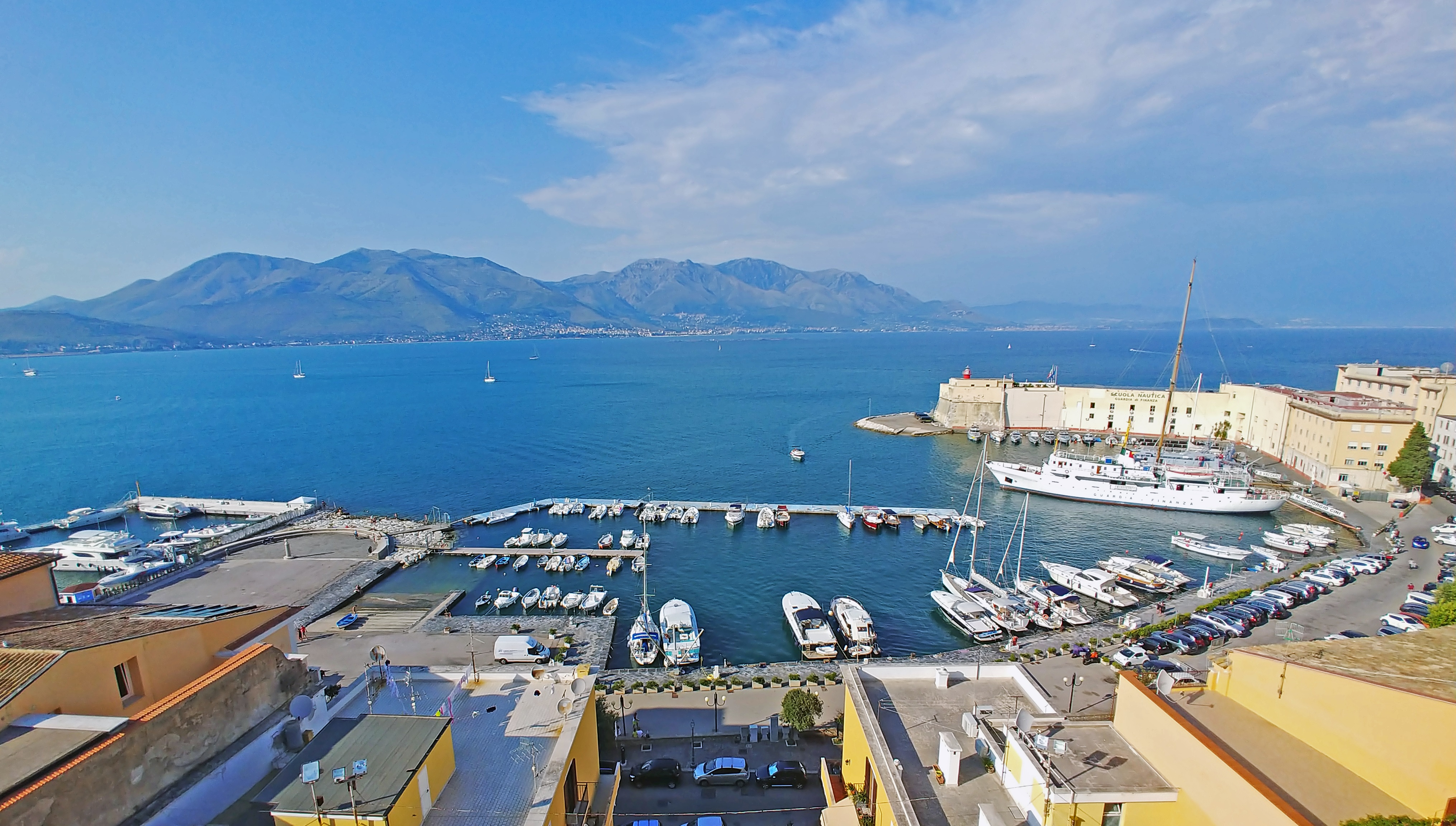
Le port de Santa Maria.
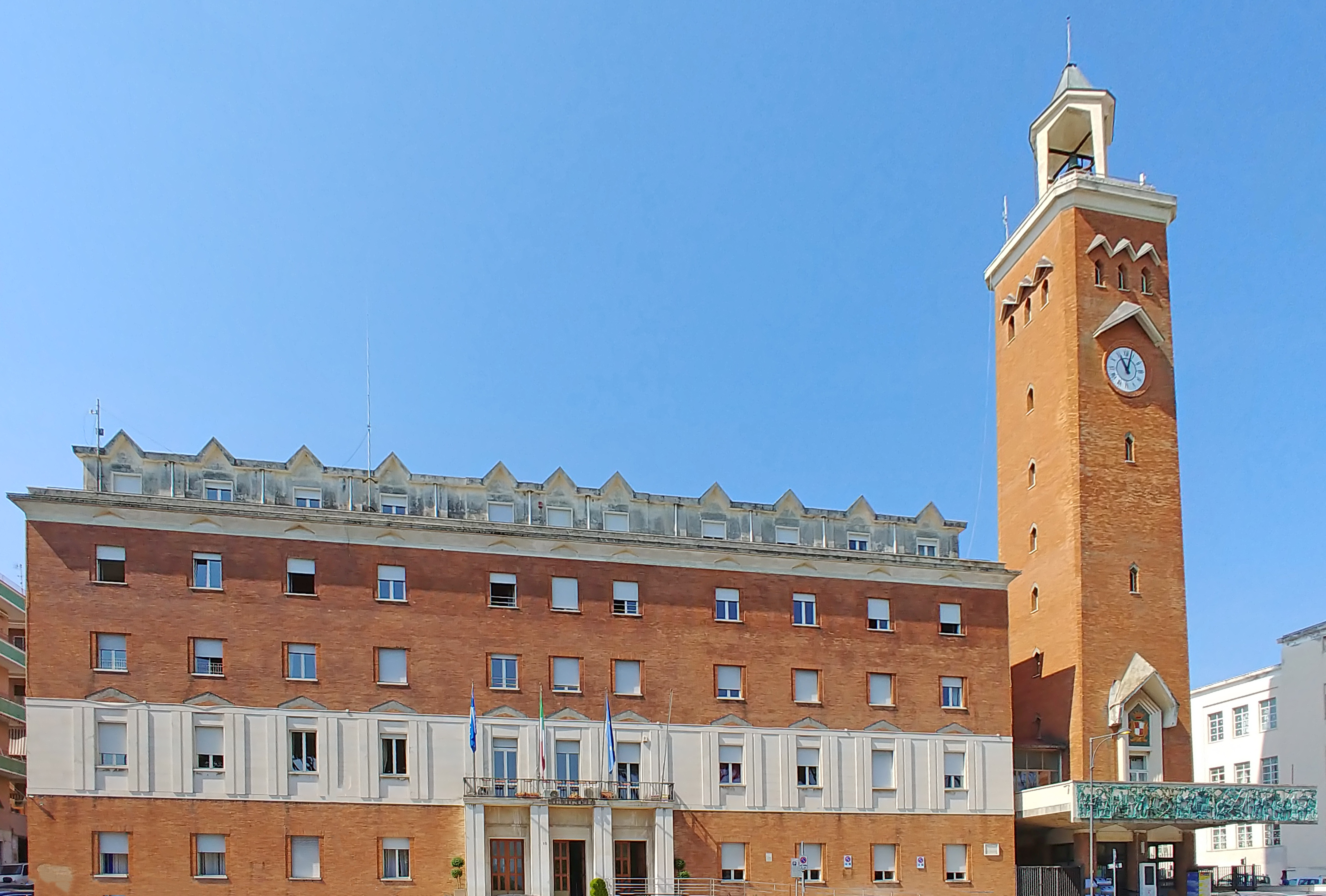
Le palais municipal.
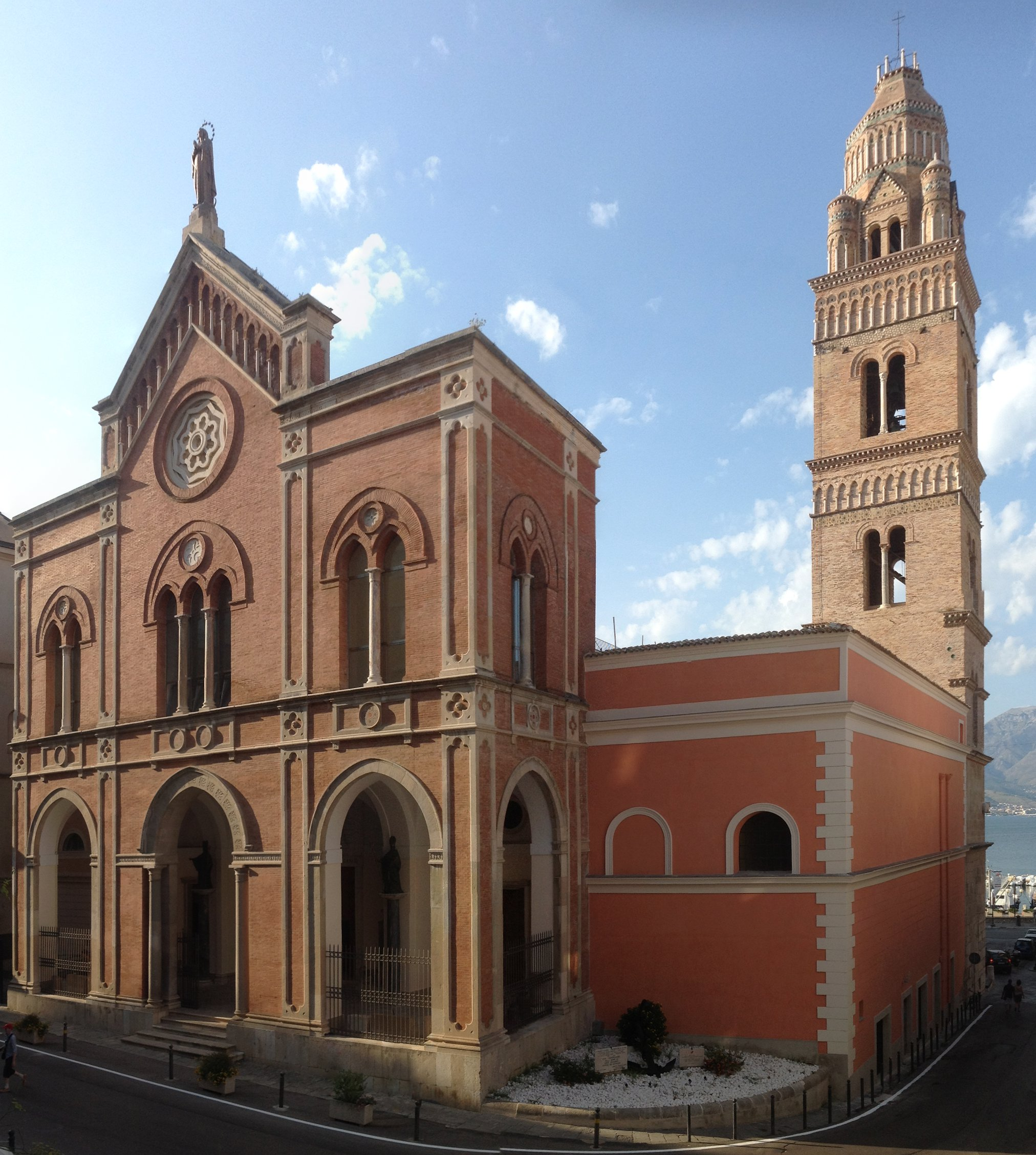
La cathédrale de Gaète avec son campanile.
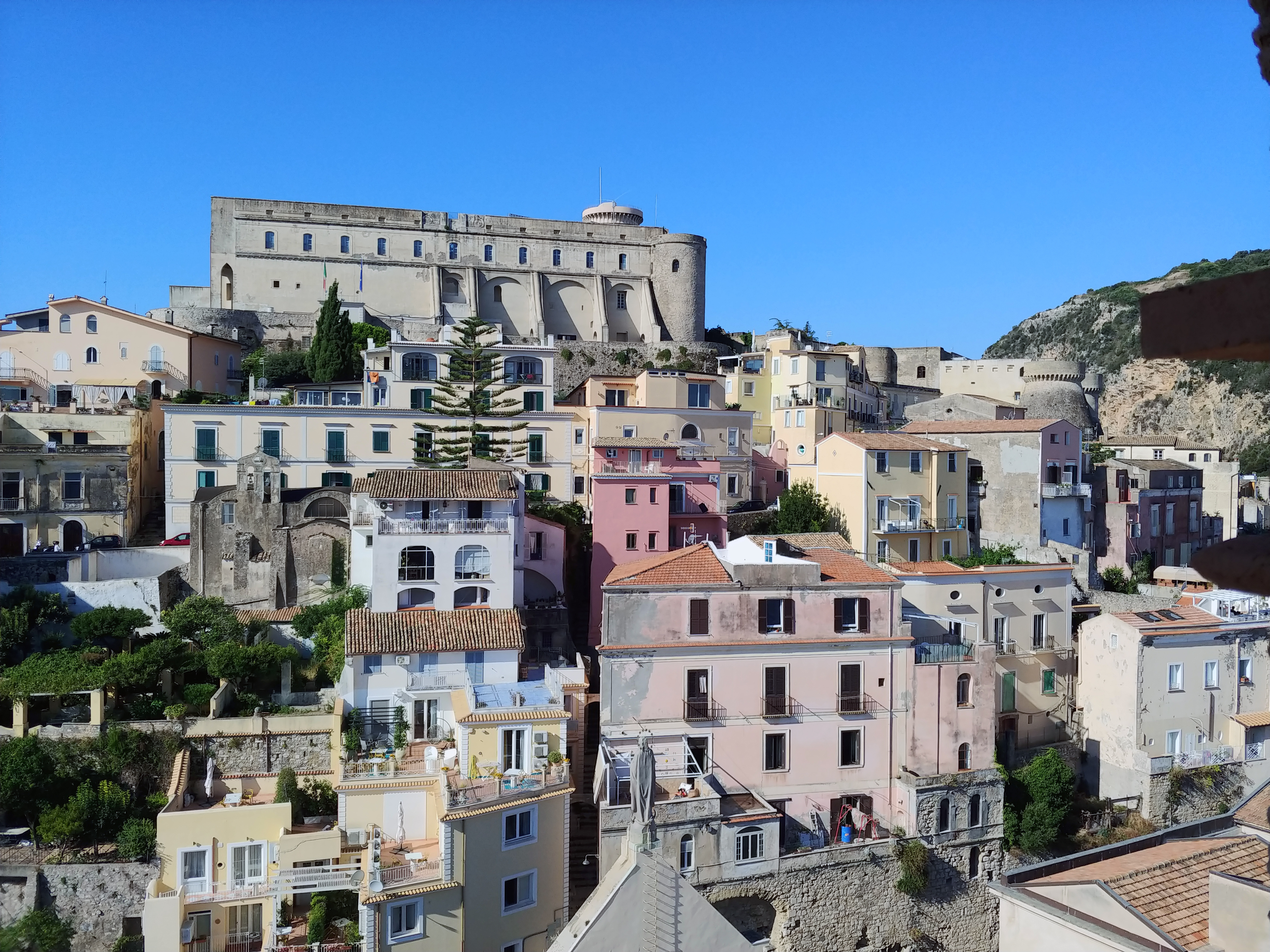
Le château angevin-aragonais.
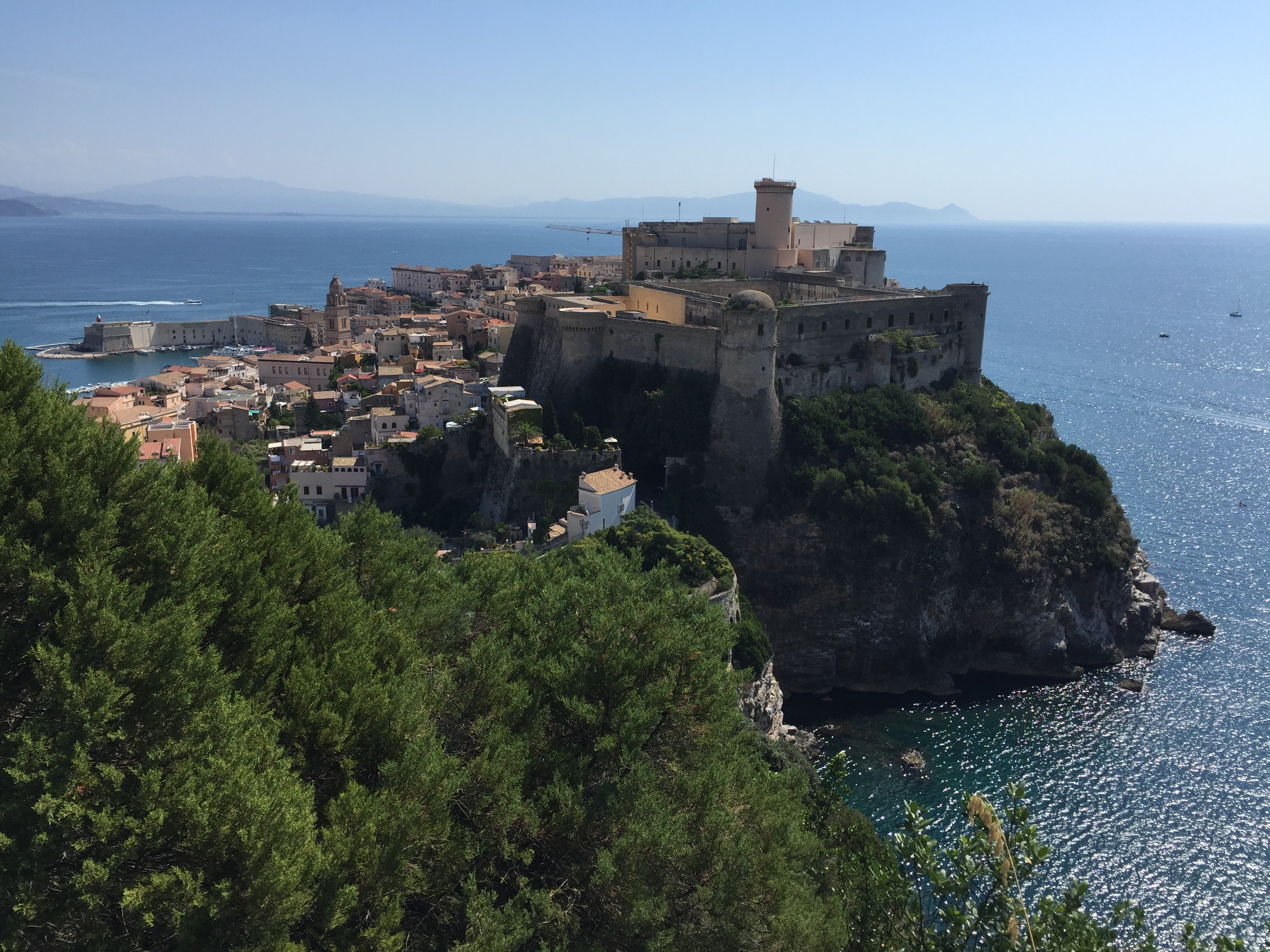
Le château depuis le parc régional urbain de Monte Orlando.

## Jumelages
- Frontignan (France)
- Cetinje (Monténégro)
- Cambridge (Massachusetts) (États-Unis)
- Somerville (Massachusetts) (États-Unis) depuis 2006[4]
- Mobile (Alabama) (États-Unis)
- Babolsar (Iran)